# Eugenijus Nikolskis
Eugenijus Nikolskis (Arcangelo, 24 novembre 1917 – Mosca, 26 ottobre 1992) è stato un cestista e tennistavolista lituano.

## Carriera
Ha vinto due medaglie d'oro ai Campionati europei: una nel 1937 e una nel 1939.